# Robert van Gulik
Robert van Gulik, né le 9 août 1910 à Zutphen, dans le Gueldre, et mort le 24 septembre 1967 à La Haye, est un diplomate et écrivain néerlandais, sinologue publiant en langue néerlandaise et anglaise.
Il est connu en chinois sous le nom de Gao Luopei (高罗佩).

## Biographie
Fils d'un médecin militaire, il séjourne dans son enfance à Surabaya à Java, dans ce qui était alors les Indes néerlandaises. Il y apprend le javanais, le malais, ainsi que des rudiments de chinois qu'il étudie plus tard, à son retour en Hollande, à l'aide de cours particuliers. En 1928, il rédige des articles pour la revue sino-hollandaise China et publie des ouvrages sur la poésie de la Chine ancienne. Inscrit à l'université de Leyde, il entreprend l'étude du droit colonial, approfondit sa connaissance des langues chinoises et se met au japonais. Il quitte l'établissement avec une licence et se rend à l'université d'Utrecht pour apprendre le sanskrit et le tibétain. En 1935, il obtient son doctorat et, peu après, une affectation diplomatique dans la capitale du Japon.
De 1943 à 1946, il est envoyé pour de courtes missions diplomatiques dans plusieurs pays d'Afrique de l'Est, en Égypte et en Chine, où il est promu Premier secrétaire de la légation hollandaise. Il y rencontre la fille d'un mandarin impérial qu'il épouse en décembre 1943. Sa carrière de diplomate le mène ensuite aux États-Unis, en Inde, en Indonésie, au Liban, en Corée et, en 1949, de nouveau à Tokyo, où il publiera ses premiers ouvrages.
En 1948, il traduit un roman policier chinois, le Dee Gong An, trois affaires criminelles résolues par Di Renjie — plus connu en France sous le nom de juge Ti —, fonctionnaire de l'époque T'ang (VIIe siècle de notre ère).
Puis, s'inspirant de vieux récits chinois, il publiera seize ouvrages policiers fictifs, qui forment une série d'enquêtes mystérieuses conduites par le juge.
Sinologue réputé et intellectuel distingué, Robert van Gulik joue du luth chinois et dessine lui-même les illustrations ornant ses romans. Il rédige également un traité intitulé La Vie sexuelle dans la Chine ancienne. Il est aussi à l'origine d'une mystification, proposant à de grandes bibliothèques nationales une série de rééditions d'estampes érotiques de la Chine des Ming, dont il est fortement soupçonné d'être l’auteur.
Il meurt en 1967, victime d'un cancer du poumon, probablement causé par sa grande consommation de cigares.
Le personnage du juge Ti a été repris d'abord par Eleanor Cooney et Daniel Altieri, puis par Frédéric Lenormand et par Sven Roussel, auteur du site de référence français sur l'œuvre de van Gulik.

## Approche de l'écriture par van Gulik
Pour écrire ses romans, Robert van Gulik a utilisé ses vastes connaissances sinologiques et s'est inspiré de véritables romans policiers chinois. Il en a adapté le style au public occidental — en limitant par exemple le nombre des personnages, qui dans les romans chinois est particulièrement élevé —, mais en se préoccupant toujours d'éviter deux écueils :
- le pittoresque ;
- l'anachronisme (il reproche par exemple aux romans policiers dont l'action se déroule en Chine antique de mentionner systématiquement le port de la natte, dont l'usage se répand très tardivement, sous les dynasties mandchoues).

Dans chaque roman, le juge Ti résout trois énigmes différentes suivant la tradition du roman policier chinois.
De ce fait, il choisit de traduire Trois Affaires criminelles résolues par le juge Ti, roman respectant les critères ci-dessus (peu de personnages, pas d'intervention fantastique). Puis il s'inspire des très nombreux romans policiers chinois pour les employer dans sa série du juge Ti.
Chaque aventure du juge Ti est suivie d'un commentaire sinologique, dans lequel l'auteur indique :
- ses sources (documents anciens, véritables romans policiers chinois, etc.) ;
- des éclaircissements sur les circonstances historiques ou des faits de civilisation.

Ces romans allient rigueur historique et grande qualité littéraire ; ils font partie des grands classiques du roman policier et aussi, sous une forme distrayante, de la sinologie.

## Œuvre

### Études sur la Chine
- Erotic Color Prints of the Ming Period (1951)
- T'ang-Yin-Pi-Shih : Parallel Cases from Under Pear-Tree (1956) Publié en français sous le titre Affaires résolues à l'ombre du poirier : un manuel chinois de jurisprudence et d'investigation policière du XIIIe siècle, Paris, Albin Michel, « Bibliothèque des Idées », 2002
- Sexual Life in Ancient China (1961) Publié en français sous le titre La Vie sexuelle dans la Chine ancienne, trad. Louis Évrard, Gallimard, « Bibliothèque des histoires » no 3, 1971, rééd. coll. « Tel ».
- The Gibbon in China (1967) Publié en français sous le titre Le Gibbon dans la civilisation chinoise, trad. Ghislain Chaufour, Klincksieck, « De Natura Rerum », 2020,  (ISBN 9782252044773)

### Roman d'aventures
- The Given Day (1964) Publié en français sous le titre Le Jour de grâce, traduit par Philippe Meyniel, Paris, 10/18, collection « Grands Détectives », no 2294, 1992  (ISBN 2-264-01779-1)

### Romans et recueils de nouvelles de la sérieJuge Ti
« Série Juge Ti » redirige ici. Pour le personnage principal, voir Juge Ti.
| Année de parution originale | Titre français                                     | Année et lieu de l'enquête                      | Notes |
| --------------------------- | -------------------------------------------------- | ----------------------------------------------- | --- |
| 1949                        | Trois Affaires criminelles résolues par le juge Ti | * Non précisée, début de carrière ; Tchang-ping | D'après l'auteur il s'agit de la traduction d'un ancien texte chinois intitulé Dee Goong An. Ce recueil de trois nouvelles ne fait pas partie à proprement parler de la série du Juge Ti, mais il lui sert en quelque sorte d'introduction. Les trois nouvelles ont pour titre : L'Affaire du double meurtre de l'aube (The Case of the Double Murder at Dawn) ; L'Affaire du cadavre mystérieux (The Case of the Strange Corpse) ; L'Affaire de la jeune mariée empoisonnée (The Case of the Poisoned Bride). Tchang-ping, ville de la province de Chantong. |
| 1957                        | Le Mystère du labyrinthe                           | 670, Lan-fang                                   | Roman écrit en 1950, publié au Japon en 1951, puis à New York en 1957. Lan-fang est une ville fictive à la frontière ouest de l'empire des Tang. |
| 1958                        | Le Squelette sous cloche                           | 668, Pou-yang                                   | Première version non publiée écrite avant 1950. Version remaniée écrite vers 1955. Pou-yang est une ville fictive, située sur les rives du Grand Canal de Chine. |
| 1959                        | Trafic d'or sous les T'ang                         | 663, Peng-lai                                   | Peng-lai, port fictif de la côte nord-est du Shandong. |
| 1960                        | Meurtre sur un bateau-de-fleurs                    | 666, Han-yuan                                   | Han-yuan, région fictive sur la côte, non loin de Shanghai. |
| 1961                        | L'Énigme du clou chinois                           | 676, Pei-tcheou                                 | Pei-tcheou, région fictive du Nord de l'Empire. |
| 1961                        | Le Monastère hanté                                 | 667, Han-yuan                                   | |
| 1961                        | Le Pavillon rouge                                  | 668, Pou-yang                                   | Le juge Ti de passage dans un district inconnu doit remplacer le juge Lo Kouan-tchong. Le juge Ti doit découvrir le mystère de trois suicides qui vont se dérouler dans ce pavillon rouge. |
| 1962                        | Le Paravent de laque                               | 664, Peng-lai                                   | |
| 1963                        | La Perle de l'Empereur                             | 669, Pou-yang                                   | |
| 1965                        | Le Matin du singe                                  | 667, Han-yuan                                   | Court roman du recueil Le Singe et le Tigre |
| 1965                        | La Nuit du Tigre                                   | 676, Pei-tcheou                                 | Court roman du recueil Le Singe et le Tigre |
| 1965                        | Le Motif du saule                                  | 677, Tch'ang-ngan                               | |
| 1966                        | Meurtre à Canton                                   | 681, Canton                                     | Le juge Ti devient magistrat en chef de la Chine impériale. |
| 1966                        | Le Fantôme du temple                               | 670, Lan-fang                                   | |
| 1967                        | Cinq nuages de félicité                            | 663, Peng-lai                                   | Nouvelle du recueil Le Juge Ti à l'œuvre |
| 1967                        | Une affaire de ruban rouge                         | 663, Peng-lai                                   | Nouvelle du recueil Le Juge Ti à l'œuvre |
| 1967                        | Le Passager de la pluie                            | 663, Peng-lai                                   | Nouvelle du recueil Le Juge Ti à l'œuvre |
| 1967                        | Meurtre sur l'étang de lotus                       | 666, Han-yuan                                   | Nouvelle du recueil Le Juge Ti à l'œuvre |
| 1967                        | Les Deux Mendiants                                 | 668, Pou-yang                                   | Nouvelle du recueil Le Juge Ti à l'œuvre |
| 1967                        | La Fausse Épée                                     | 668, Pou-yang                                   | Nouvelle du recueil Le Juge Ti à l'œuvre |
| 1967                        | Les Cercueils de l'Empereur                        | 670, Lan-fang                                   | Nouvelle du recueil Le Juge Ti à l'œuvre |
| 1967                        | Meurtre au Nouvel An                               | 670, Lan-fang                                   | Nouvelle du recueil Le Juge Ti à l'œuvre |
| 1967                        | Le Collier de la princesse                         | 668, Pou-yang                                   | |
| 1968                        | Assassins et Poètes                                | 669, Pou-yang                                   | |

## Éditions originales et françaises

### Listes bibliographique des parutions de la sérieJuge Ti
- Dee Goong An: Three Murder Cases Solved by Judge Dee[6] Publié en français sous le titre Trois Affaires criminelles résolues par le juge Ti : un ancien roman policier chinois, traduit par Anne Krief, Paris, Christian Bourgois, 1987 ; réédition, Paris, 10/18, collection « Grands Détectives », no 1917, 1988  (ISBN 2-264-01097-5)
- The Chinese Maze Murders (1957) Publié en français sous le titre Le Mystère du labyrinthe, traduit par Anne Dechanet et Jos Simons, Paris, 10/18, collection « Grands Détectives », no 1673, 1985  (ISBN 2-264-00650-1)
- The Chinese Bell Murders (1958) Publié en français sous le titre Les Enquêtes du juge Ti, traduit par Roger Guerbet, Paris, Club du Livre policier, « Les Classiques du roman policier » no 22, 1962 ; réédition de la même traduction sous le titre Le Mystère de la cloche, Paris, Le Livre de poche no 2698, 1969 ; réédition de la même traduction sous le titre Le Squelette sous cloche, Paris, 10/18, collection « Grands Détectives », no 1621, 1984  (ISBN 2-264-00598-X)
- The Chinese Gold Murders (1959) Publié en français dans un recueil de deux romans intitulé Les Débuts du juge Ti sous le titre Trafic d'or sous les T'ang, traduit par Roger Guerbet, Paris, Club du Livre policier, « Les Classiques du roman policier » no 33, 1965 ; réédition du roman seul, Paris, 10/18, collection « Grands Détectives », no 1619, 1984  (ISBN 2-264-00596-3)
- The Chinese Lake Murders (1960) Publié en français dans un recueil de deux romans intitulé Nouvelles Enquêtes du juge Ti sous le titre Meurtre sur un bateau-de-fleurs, traduit par Roger Guerbet, Paris, Club du Livre policier, « Les Classiques du roman policier » no 26, 1963 ; réédition du roman seul sous le même titre, Paris, 10/18, collection « Grands Détectives », no 1632, 1984  (ISBN 2-264-00609-9)
- The Chinese Nail Murders (1961) Publié en français sous le titre L'Énigme du clou chinois, traduit par Anne Dechanet, Roger Guerbet et Jos Simons, Paris, 10/18, collection « Grands Détectives », no 1723, 1985  (ISBN 2-264-00696-X)
- The Haunted Monastery (1961) Publié en français dans un recueil de deux romans intitulé Nouvelles Enquêtes du juge Ti sous le titre Le Monastère hanté, traduit par Roger Guerbet, Paris, Club du Livre policier, « Les Classiques du roman policier » no 26, 1963 ; réédition du roman seul sous le titre Les Enquêtes du juge Ti. Le Monastère hanté, Paris, Le Livre de poche no 2437, 1968 ; réédition de la même traduction sous le titre Le Monastère hanté, Paris, 10/18, collection « Grands Détectives », no 1633, 1984  (ISBN 2-264-00608-0)
- The Red Pavilion (1961) Publié en français dans un recueil de deux romans intitulé Retour du juge Ti sous le titre Le Mystère de la chambre rouge, traduit par Roger Guerbet, Paris, Club du Livre policier, « Les Classiques du roman policier » no 41, 1966 ; réédition du roman seul sous le titre Les Enquêtes du juge Ti. Le Mystère du pavillon rouge, Paris, Le Livre de poche no 2274, 1967 ; réédition de la même traduction sous le titre Le Pavillon rouge, Paris, 10/18, collection « Grands Détectives », no 1579, 1983  (ISBN 2-264-00544-0)
- The Lacquer Screen (1962) Publié en français dans un recueil de deux romans intitulé Les Débuts du juge Ti sous le titre Le Paravent de laque, traduit par Roger Guerbet, Paris, Club du Livre policier, « Les Classiques du roman policier » no 33, 1965 ; réédition du roman seul, Paris, 10/18, collection « Grands Détectives », no 1620, 1984  (ISBN 2-264-00597-1)
- The Emperor's Pearl (1963) Publié en français dans un recueil de deux romans intitulé Retour du juge Ti sous le titre La Perle de l'Empereur, traduit par Roger Guerbet, Paris, Club du Livre policier, « Les Classiques du roman policier » no 41, 1966 ; réédition du roman seul sous le même titre, Paris, 10/18, collection « Grands Détectives », no 1580, 1983  (ISBN 2-264-00545-9)
- The Monkey and the Tiger (1965) Publié en français sous le titre Le Singe et le Tigre, traduit par Anne Krief, Paris, 10/18, collection « Grands Détectives », no 1765, 1986  (ISBN 2-264-00748-6)
- The Willow Pattern (1965) Publié en français dans un recueil de deux romans intitulé Les Dernières Enquêtes du juge Ti sous le titre Le Motif du saule, traduit par Roger Guerbet, Paris, Opta/Club du Livre policier, no 48, 1968 ; réédition du roman seul sous le même titre, Paris, 10/18, collection « Grands Détectives », no 1591, 1983  (ISBN 2-264-00543-2)
- Murder in Canton (1966) Publié en français dans un recueil de deux romans intitulé Les Dernières Enquêtes du juge Ti sous le titre Meurtre à Canton, traduit par Roger Guerbet, Paris, Opta/Club du Livre policier, no 48, 1968 ; réédition du roman seul sous le même titre, Paris, 10/18, collection « Grands Détectives », no 1558, 1983  (ISBN 2-264-00502-5)
- The Phantom of the Temple (1966) Publié en français sous le titre Le Fantôme du temple, traduit par Anne Krief, Paris, 10/18, collection « Grands Détectives », no 1741, 1985  (ISBN 2-264-00729-X)
- Judge Dee at Work (1967) Publié en français sous le titre Le Juge Ti à l'œuvre, traduit par Anne Krief, Paris, Éditions 10/18, collection « Grands Détectives », no 1794, 1986  (ISBN 2-264-00781-8)
- Necklace and Calabash (1967) Publié en français sous le titre Le Collier de la princesse, traduit par Anne Krief, Paris, 10/18, collection « Grands Détectives », no 1688, 1985  (ISBN 2-264-00669-2)
- Poets and Murders (1968), publication posthume Publié en français sous le titre Assassins et Poètes, traduit par Anne Krief, Paris, 10/18, collection « Grands Détectives », no 1715, 1985  (ISBN 2-264-00697-8)

### Édition omnibus
Note : À l'origine publiées dans le désordre, les enquêtes du juge Ti ont été regroupées en français en quatre volumes omnibus respectant l'ordre chronologique des aventures :
- Les Aventures du juge Ti, 1. Les Débuts du juge Ti ; 2. Les Enquêtes du juge Ti ; 3. Les Nouvelles Enquêtes du juge Ti ; 4. Les Dernières Enquêtes du juge Ti, Paris, La Découverte, coll. « Pulp fictions », 2009.